# Reilampi
Reilampi är en sjö i kommunen Libelits i landskapet Norra Karelen i Finland. Sjön ligger 75,9 meter över havet. Arean är 71 hektar och strandlinjen är 3,87 kilometer lång. Sjön  ingår i Vuoksens huvudavrinningsområde.   Den ligger omkring 18 kilometer sydväst om Joensuu och omkring 350 kilometer nordöst om Helsingfors. 